# Kuno-Hans von Both
Kuno-Hans Paul Hermann Viktor Ludwig von Both (* 9. April 1884 in Zabern; † 22. Mai 1955 in Müllheim) war ein deutscher  General der Infanterie im Zweiten Weltkrieg.

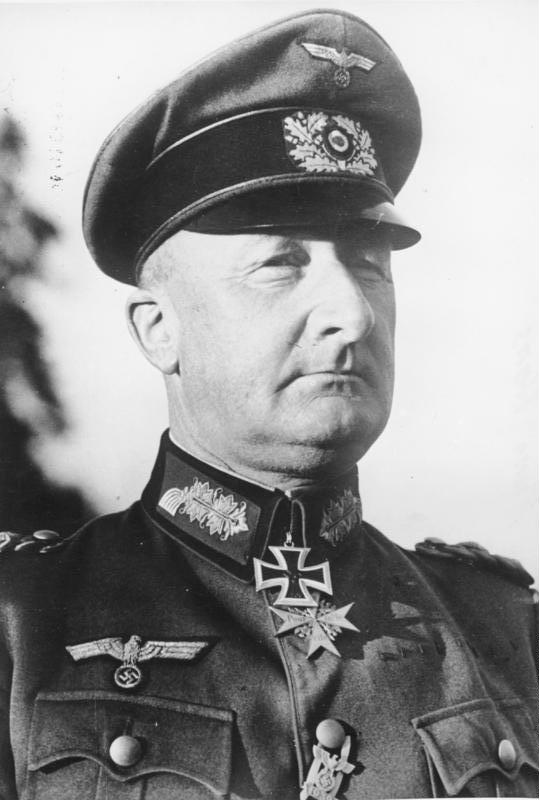
Von Both (1941)

## Leben
Er stammte aus dem mecklenburgischen Uradelsgeschlecht Both und war der Sohn des Oberstleutnants z. D. Alexander von Both (1842–1905) und der Marie von Starck (1850–1931), sein älterer Bruder war Generalmajor z. V. Friedrich Wilhelm Ludwig von Both (1871–1945), sein Neffe war Wolf von Both. Kuno-Hans trat am 24. April 1903 als Fahnenjunker in das Großherzoglich Mecklenburgische Grenadier-Regiment Nr. 89 ein. Vom 1. November 1903 bis 25. Juli 1904 war Both an die Kriegsschule Glogau kommandiert und wurde im Anschluss daran am 18. August 1904 zum Leutnant befördert. Ab 1. Oktober 1912 verwendete man ihn als Adjutant und Gerichtsoffizier des II. Bataillons seines Regiments und beförderte ihn hier am 18. August 1913 zum Oberleutnant.
Mit Ausbruch des Ersten Weltkriegs wurde er zum Reserve-Infanterie-Regiment Nr. 90 versetzt und dort als Chef der 8. Kompanie eingesetzt. Am 25. Februar 1915 wurde er Hauptmann und von März 1915 bis September 1916 befehligte er die MG-Kompanie des Regiments. In der Zwischenzeit fungierte er immer wieder vertretungsweise als Bataillonschef. Anschließend wechselte er bis Ende November 1917 als MG-Offizier in den Regimentsstab. Am 25. November 1917 übergab man Both das Kommando über das I. Bataillon. Nachdem er bereits beide Klassen des Eisernen Kreuzes und das Ritterkreuz des Königlichen Hausordens von Hohenzollern mit Schwerter erhalten hatte, wurde Both am 10. April 1918 für seinen Kampfeinsatz als Bataillonskommandeur mit der höchsten preußischen Tapferkeitsauszeichnung, dem Orden Pour le Mérite ausgezeichnet. Er war vertretungsweise vom 5. bis 22. Oktober 1918 auch Regimentskommandeur. Kurz vor Kriegsende wurde Both als Adjutant in den Stab der 226. Infanterie-Division versetzt. Für sein Wirken während des Krieges hatte man ihm außerdem das Verwundetenabzeichen in Schwarz, den Bayerischen Militärverdienstorden IV. Klasse mit Schwertern, das Mecklenburgische Militärverdienstkreuz II. Klasse sowie das Kreuz für Auszeichnung im Kriege I. Klasse und den Lippischen Hausorden IV. Klasse verliehen.
Nach Kriegsende kam er zunächst zum Ersatzbataillon des Grenadier-Regiments Nr. 89 und übernahm ab 6. Januar 1919 für einen Monat das Kommando über die Einheit. Anschließend war er bis Mai 1919 Führer des Freikorps „von Both“. Darauf wurde er in die Reichswehr übernommen als Kompaniechef zunächst im Infanterie-Regiment 17 und von Oktober 1920 für zwei Jahre im 6. Infanterie-Regiment eingesetzt. Es folgte die Versetzung für fünf Jahre in den Stab der 4. Division nach Dresden. Hier beförderte man Both am 1. Februar 1927 zum Major und setzte ihn vom 1. Oktober 1927 bis 1. Februar 1930 im Stab des Artillerieführers IV ein. Bis zum 1. Oktober 1931 war er als Lehrer und Ausbildungsoffizier an der Infanterieschule Dresden tätig und wurde am 1. April 1931 zum Oberstleutnant befördert.
Both hatte vom 1. Oktober 1931 bis 1. Februar 1934 das Kommando über das II. Bataillon des 5. (Preußisches) Infanterie-Regiments in Neuruppin und erhielt die Beförderung zum Oberst am 1. Dezember 1933. Als solcher war er bis 6. Oktober 1936 Kommandeur des 6. Infanterie-Regiments in Lübeck und im Anschluss daran bis 10. November 1938 Kommandeur der Kriegsschule Hannover. In der Zwischenzeit hatte man Both am 1. Januar 1937 zum Generalmajor sowie am 1. Oktober 1938 zum Generalleutnant befördert. Nach der Tätigkeit an der Kriegsschule ernannte man Both zum Kommandeur der 21. Infanterie-Division, die er 1939 nach Beginn des Zweiten Weltkriegs beim Überfall auf Polen führte. Anschließend übernahm er das Kommando über das I. Armeekorps, das er im Westfeldzug und im Krieg gegen die Sowjetunion bis April 1943 führte. In dieser Zeit wurde er am 1. Juni 1940 zum General der Infanterie befördert, am 9. Juli 1941 mit dem Ritterkreuz des Eisernen Kreuzes sowie am 9. September 1942 mit dem Deutschen Kreuz in Gold ausgezeichnet.
Anschließend wurde er als Kommandeur in eher Front-fernen Funktionen eingesetzt. Von April 1943 bis April 1944 war er Kommandierender General der Sicherungstruppen und Befehlshaber des Rückwärtigen Heeresgebietes im Heeresgebiet Nord. Im April 1944 war er kurzfristig „Deutscher Befehlshaber im Operationsgebiet Ost-Ungarn“, bevor er von September 1944 bis April 1945 Befehlshaber im rückwärtigen Operationsgebiet der Heeresgruppe Südukraine (später umbenannt in Heeresgruppe Süd) wurde.
Am 2. Mai 1945 geriet er in Kriegsgefangenschaft, aus der er am 17. April 1947 entlassen wurde.
Both war seit 1917 Ehrenritter und seit 1943 Rechtsritter des Johanniterordens. Zudem war er mit seiner Ehefrau Ilse von Ditfurth Mitglied der Landesabteilung Mecklenburg der Deutschen Adelsgenossenschaft. Ilse war die Tochter der Margarete Dobbelstein und des Generalleutnants Kurt von Ditfurth. Kuno-Hans und Ilse hatten einen Sohn Kuno-Hans von Both, der 1944 als Hauptmann gefallen war.